# Zeta Ursae Minoris
Désignations
Zeta Ursae Minoris (ζ UMi, ζ Ursae Minoris, Zêta Ursae Minoris), parfois nommée Akhfa Al Farkadaïn, est une étoile située à environ 380 années-lumière de la Terre dans la constellation de la Petite Ourse.
Bien que classée comme une étoile blanche de la séquence principale, Zeta UMi est en fait sur le point de devenir une étoile géante. Sa masse vaut 3,4 fois celle du Soleil. Elle est environ 200 fois plus lumineuse que le Soleil et sa température de surface est d'environ 8 700 K. Zeta UMi pourrait également être une variable de type Delta Scuti.